# Serhij Basov
Serhij Hermanovyč Basov (in ucraino Сергій Германович Басов?; Arcyz, 19 gennaio 1987) è un calciatore ucraino, difensore dello Šturm Ivankiv.

## Carriera
Ha giocato nella massima serie dei campionati ucraino e kazako.